# 다니엘 루이스바산
다니엘 루이스바산 후스타(스페인어: Daniel Ruiz-Bazán Justa, 1951년 6월 28일, 바스크 주 소푸에르타 ~ )는 흔히 다니(스페인어: Dani)로도 알려진 스페인의 전 축구 선수로, 현역 시절 스트라이커로 활약하였다.
그는 현역 시절에 거의 전부 아틀레틱 빌바오에서 보냈는데, 1군으로 10년 이상을 활약하며, 공식 경기에서 200골에 가까운(정확히 199골) 득점을 올렸다. 그는 페널티킥 전문가로도 명성이 자자했다.

## 클럽 경력
다니는 비스카이아 도 소푸에르타 사람으로, 바스크 연고의 다수 구단 유소년부를 거쳤고, 1971년에 20세의 나이로 아틀레틱 빌바오에 입단하여 테르세라 디비시온에 속한 2군 선수로 1년을 쭉 보냈다.
이후 2부 리그에 속한 이웃 구단 바라칼도로 임대되어 경험을 쌓은 그는 모구단으로 복귀해 이어지는 10년 중 9시즌에 두 자리 수의 득점을 올렸다. 다니의 첫 라 리가 경기는 1974년 9월 29일자 경기로, 빌바오는 발렌시아와의 원정 경기에서 0-3으로 완패하였다. 1976–77 시즌, 사자 군단은 UEFA컵과 코파 델 레이에서 각각 결승전에 올랐고, 리그는 3위로 마쳤으며, 다니는 모든 대회를 통틀어 46번의 공식 경기에 출전해 29골을 기록했다. 후자의 대회에서, 그는 빌바오와 12년을 동행하며 두 차례 20골 기록을 두번이나 세웠다.
다니는 이후 1982–83 시즌과 1983–84 시즌에 연달아 아틀레틱이 우승할 수 있도록 도왔는데, 두번째 우승을 한 시즌에는 또다른 유소년부 출신인 마누엘 사라비아가 경기 현장에 발을 들이면서 후보로 밀려나 10경기 출장 3골에 그쳤다. 그는 훌리오 살리나스가 1군으로 승격하면서 출전 서열이 한 칸 더 뒤로 물려났고, 결국 1986년 6월에 35세의 나이로 302경기 출장 147골의 기록을 남긴 채 은퇴를 선언했다.
다니는 유럽 대항전 최다 득점 기록의 보유자로 25골을 기록했는데, 이 기록은 2012년에 페르난도 요렌테가 경신하였다.

## 국가대표팀 경력
다니는 4년 2일의 기간에 걸쳐 스페인 국가대표팀에서 활약하며 25경기 출전 10골을 기록했다. 그의 첫 국가대표팀 경기는 1977년 9월 21일, 2-1로 이긴 스위스와의 친선경기였다.
다니는 자국을 대표로 1978년 FIFA 월드컵과 UEFA 유로 1980에 두 차례의 국가대항전에 참가해 각각 오스트리아와의 경기와 잉글랜드와의 경기에서 한 번씩 골을 터뜨렸지만, 두 경기 모두 1-2로 지고, 두 대회 모두 조별 리그를 넘지 못하였다.

### 국가대표팀 득점 기록
아래의 점수에서 왼쪽의 점수가 스페인의 점수이다.
| #   | 날짜             | 경기장                                       | 상대       | 점수 | 최종결과 | 대회                  |
| --- | ---------------- | -------------------------------------------- | ---------- | ---- | -------- | --------------------- |
| 1.  | 1978년 1월 25일  | 스페인 마드리드 산티아고 베르나베우          | 이탈리아   | 2–0  | 2–1      | 친선경기              |
| 2.  | 1978년 3월 29일  | 스페인 히혼 엘 몰리논                        | 노르웨이   | 3–0  | 3–0      | 친선경기              |
| 3.  | 1978년 4월 26일  | 스페인 그라나다 로스 카르메네스              | 멕시코     | 2–0  | 2–0      | 친선경기              |
| 4.  | 1978년 6월 3일   | 아르헨티나 부에노스 아이레스 호세 아말피타니 | 오스트리아 | 1–1  | 1–2      | 1978년 FIFA 월드컵    |
| 5.  | 1979년 4월 4일   | 루마니아 크라이오바 중앙 경기장              | 루마니아   | 1–1  | 2–2      | UEFA 유로 1980 예선전 |
| 6.  | 1979년 4월 4일   | 루마니아 크라이오바 중앙 경기장              | 루마니아   | 2–2  | 2–2      | UEFA 유로 1980 예선전 |
| 7.  | 1979년 9월 26일  | 스페인 비고 발라이도스                       | 포르투갈   | 1–0  | 1–1      | 친선경기              |
| 8.  | 1980년 1월 23일  | 스페인 비고 발라이도스                       | 네덜란드   | 1–0  | 1–0      | 친선경기              |
| 9.  | 1980년 6월 18일  | 이탈리아 나폴리 산 파올로                    | 잉글랜드   | 1–1  | 1–2      | UEFA 유로 1980        |
| 10. | 1980년 11월 12일 | 스페인 바르셀로나 사리아                     | 폴란드     | 1–1  | 1–2      | 친선경기              |

## 수상
아틀레틱 빌바오
- 라 리가: 1982–83,[7] 1983–84[8]
- 코파 델 레이: 1983–84[9]
- 수페르코파 데 에스파냐: 1984[10]
- UEFA컵 준우승: 1976–77[11]